# سهره‌نمای ابروحنایی
سهره‌نمای ابروحنایی (نام علمی: Hemispingus rufosuperciliaris) نام یک گونه از سرده سسک‌نما است.